# Иванов, Александр Трофимович
Александр Трофимович Иванов (псевдоним Трофимов) (1844—1888) — русский драматург, писатель и актёр Александринского театра.

## Пьесы
Напечатал, под псевдонимом Трофимов:
- 1873 — «На Песках» (М.)
- 1877 — «Одного поля ягода» (3-е изд., СПб.)
- 1877 — «Разведёмся» (СПб.)
- 1878 — «Горбатого могила исправит, или женится — переменится» (М.)
- 1880 — «Козочка» (СПб.)
- 1880 — «Огорчения вместо обручения»
- 1881 — «Поезд опоздал»
- 18881 — «Сборник театральных пьес для домашних спектаклей» (2 т.)
- 1887 — «Метель» (М.)
- 1888 — «Я — большая»

Многие из них пользовались в своё время успехом. Писал также юмористические рассказы, не лишенные таланта и наблюдательности.